# Fred L. Turner
Fred Leo Turner (* 6. Januar 1933 in Des Moines, Iowa; † 7. Januar 2013) war ein US-amerikanischer Manager.

## Leben
Fred L. Turner war 1956 einer der ersten Angestellten, später Partner, von Ray Kroc, dem Gründer der McDonald’s Corporation. Turner war für das internationale Geschäft verantwortlich. 1968 wurde er COO, 1977 folgte er Kroc als CEO von McDonald’s, eine Position, die er bis 1997 innehatte. Von 1990 bis 2004 war er zudem Aufsichtsratsvorsitzender, danach Ehrenvorsitzender des Aufsichtsrats. Unter der Führung von Turner expandierte McDonald’s mit 31.000 Filialen in 118 Länder.
Im Jahr 1961 initiierte er die McDonald’s Hamburger University.
Turner war ebenfalls als Direktor für die Aon Corporation, Baxter International und W. W. Grainger tätig. 1991 erhielt er den Horatio Alger Award des gleichnamigen US-amerikanischen Autors.
Fred L. Turner hinterließ drei Töchter.